# Pflach
Pflach è un comune austriaco di 1 355 abitanti nel distretto di Reutte, in Tirolo.